# 赫倫 (奧赫特爾卡區)
50°14′16″N 34°36′9″E / 50.23778°N 34.60250°E

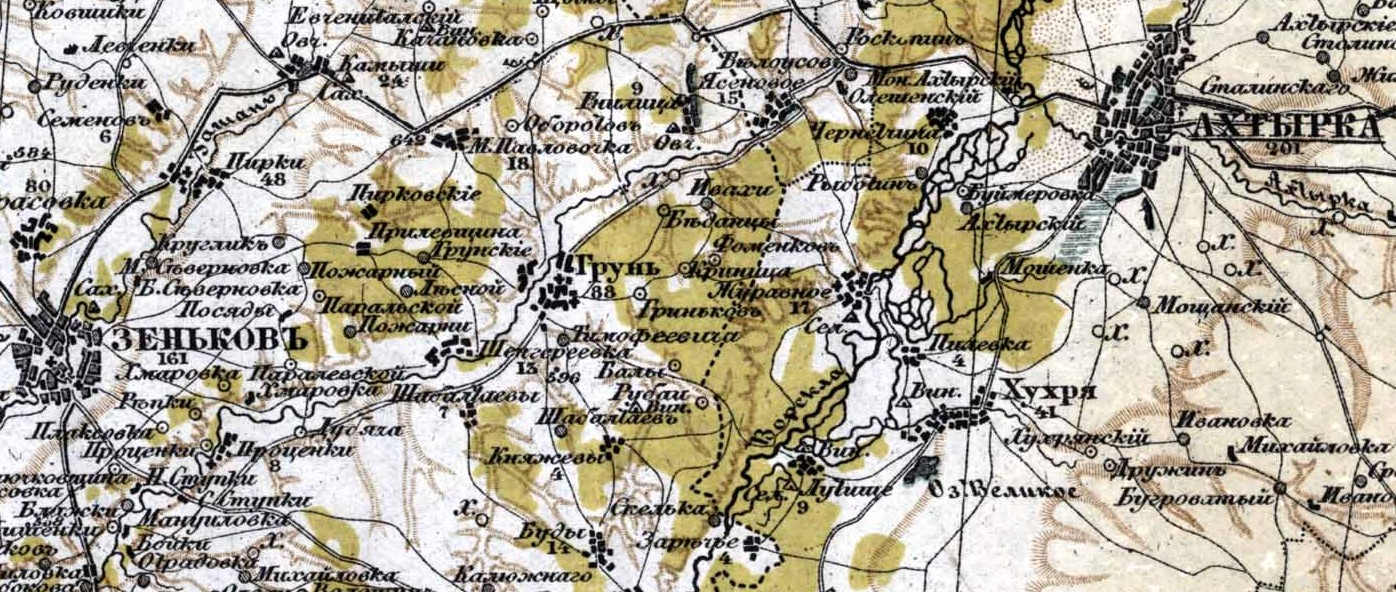
1916年地图上的赫伦

赫倫（羅馬化：Hrun）是位於烏克蘭東北部的村莊，由蘇梅州奥赫特尔卡区的赫倫市鎮負責管轄，並為該市鎮的行政中心。該村處於赫倫河畔，分別距離申哈里伊夫卡1.5公里和普拉斯秋基3公里，海拔高度118米，2001年人口2,220。